# Sobolev-Raum
Ein Sobolev-Raum, auch Sobolew-Raum (nach Sergei Lwowitsch Sobolew, bei einer Transliteration und in englischer Transkription Sobolev), ist in der Mathematik ein Funktionenraum von schwach differenzierbaren Funktionen, der zugleich ein Banachraum ist. Das Konzept wurde durch die systematische Theorie der Variationsrechnung zu Anfang des 20. Jahrhunderts wesentlich vorangetrieben. Diese minimiert Funktionale über Funktionen. Heute bilden Sobolev-Räume die Grundlage der Lösungstheorie partieller Differentialgleichungen.

## Sobolev-Räume ganzzahliger Ordnung

### Definition als Funktionenraum schwacher Ableitungen
Sei {\displaystyle \Omega \subset \mathbb {R} ^{n}} offen und nichtleer. Sei {\displaystyle 1\leq p\leq \infty } und {\displaystyle k\in \mathbb {N} }.
Dann ist der Sobolev-Raum {\displaystyle W^{k,p}(\Omega )} definiert als:
{\displaystyle W^{k,p}(\Omega )=\left\{u\in L^{p}(\Omega ):\,\,\forall \alpha \in \mathbb {N} ^{n}\,\,{\text{mit}}\,\,|\alpha |\leq k\,\,{\text{existieren}}\,\,D^{\alpha }u\in L^{p}(\Omega )\right\}}
Dabei bezeichnet {\displaystyle D^{\alpha }u} die schwachen Ableitungen von {\displaystyle u}.
Mit anderen Worten ist der Sobolev-Raum der Raum derjenigen reellwertigen Funktionen {\displaystyle u\in L^{p}(\Omega )}, deren gemischte partielle schwache Ableitungen bis zur Ordnung {\displaystyle k} im Lebesgue-Raum {\displaystyle L^{p}(\Omega )} liegen.
Für {\displaystyle W^{k,p}(\Omega )} ist ebenfalls die Schreibweise {\displaystyle W_{p}^{k}(\Omega )} üblich.

### Sobolev-Norm
Für Funktionen {\displaystyle u\in W^{k,p}(\Omega )} definiert man die {\displaystyle W^{k,p}(\Omega )}-Norm durch
{\displaystyle \|u\|_{W^{k,p}(\Omega )}={\begin{cases}\left(\sum _{|\alpha |\leq k}\|D^{\alpha }u\|_{L^{p}(\Omega )}^{p}\right)^{1/p},&{\text{falls }}p<\infty ,\\\max _{|\alpha |\leq k}\|D^{\alpha }u\|_{L^{\infty }(\Omega )},&{\text{falls }}p=\infty .\end{cases}}}
Dabei ist {\displaystyle \alpha } ein Multiindex {\displaystyle \alpha =(\alpha _{1},\cdots ,\alpha _{n})} mit {\displaystyle \alpha _{i}\in \mathbb {N} _{0}} und {\displaystyle \textstyle D^{\alpha }u:=\left({\frac {\partial ^{\alpha _{1}}}{\partial x_{1}^{\alpha _{1}}}}\cdots {\frac {\partial ^{\alpha _{n}}}{\partial x_{n}^{\alpha _{n}}}}\right)u}. Weiterhin ist {\displaystyle \textstyle |\alpha |=\sum _{i=1}^{n}\alpha _{i}}.
Die hier angegebene Sobolev-Norm ist als Norm äquivalent zur Summe der {\displaystyle L^{p}}-Normen aller möglicher Kombinationen partieller Ableitungen bis zur {\displaystyle k}-ten Ordnung. Der Sobolev-Raum {\displaystyle W^{k,p}(\Omega )} ist bezüglich der jeweiligen Sobolev-Norm vollständig, also ein Banachraum.

### Definition als topologischer Abschluss
Betrachten wir nun den Raum der {\displaystyle C^{\infty }(\Omega )}-Funktionen, deren partielle Ableitungen bis zum Grad {\displaystyle k} in {\displaystyle L^{p}(\Omega )} liegen, und bezeichnen diesen Funktionenraum mit {\displaystyle C^{k,p}(\Omega )}. Da verschiedene {\displaystyle C^{k,p}}-Funktionen nie zueinander {\displaystyle L^{p}}-äquivalent (siehe auch Lp-Raum) sind, kann man {\displaystyle C^{k,p}(\Omega )} in {\displaystyle L^{p}(\Omega )} einbetten, und es gilt folgende Inklusion
{\displaystyle C^{k,p}(\Omega )\subset W^{k,p}(\Omega )\subset L^{p}(\Omega ).}
Der Raum {\displaystyle C^{k,p}(\Omega )} ist bzgl. der {\displaystyle W^{k,p}}-Norm nicht vollständig. Vielmehr ist dessen Vervollständigung gerade {\displaystyle W^{k,p}(\Omega )}. Die partiellen Ableitungen bis zur Ordnung k können als stetige Operatoren auf diesen Sobolev-Raum eindeutig stetig fortgesetzt werden. Diese Fortsetzungen sind gerade die schwachen Ableitungen.
Somit erhält man eine alternative Definition von Sobolevräumen. Nach dem Satz von Meyers-Serrin ist sie äquivalent zur obigen Definition.

### Eigenschaften
Wie bereits erwähnt, ist {\displaystyle W^{k,p}(\Omega )} mit der Norm {\displaystyle \|{\cdot }\|_{W^{k,p}(\Omega )}} ein vollständiger Vektorraum, somit also ein Banachraum. Für {\displaystyle 1<p<\infty } ist er sogar reflexiv.
Für {\displaystyle p=2} wird die Norm durch das Skalarprodukt
{\displaystyle (u,v)_{W^{k,2}(\Omega )}:=\sum _{|\alpha |\leq k}(D^{\alpha }u,D^{\alpha }v)_{L^{2}(\Omega )}}
induziert. {\displaystyle W^{k,2}(\Omega )} ist daher ein Hilbertraum, und man schreibt auch {\displaystyle H^{k}(\Omega ):=W^{k,2}(\Omega )}.

## Randwertprobleme
Die schwache Ableitung beziehungsweise die Sobolev-Räume wurden zum Lösen partieller Differentialgleichungen entwickelt. Jedoch gibt es beim Lösen von Randwertproblemen noch eine Schwierigkeit. Die schwach differenzierbaren Funktionen sind ebenso wie die {\displaystyle L^{p}}-Funktionen auf Nullmengen nicht definiert. Der Ausdruck {\displaystyle f|_{\partial \Omega }=g} für {\displaystyle f\in W^{q,p}(\Omega )} und {\displaystyle g\in C(\partial \Omega )} ergibt also erst einmal keinen Sinn. Für dieses Problem wurde die Restriktionsabbildung {\displaystyle f\mapsto f|_{\partial \Omega }} zum Spuroperator verallgemeinert.

### Spuroperator
Sei {\displaystyle \Omega \subset \mathbb {R} ^{n}} ein beschränktes Gebiet mit {\displaystyle C^{m}}-Rand, {\displaystyle m\in \mathbb {N} }. Dann existiert ein beschränkter, linearer Operator
{\displaystyle T:W^{m,p}(\Omega )\to W^{m-1,q}(\partial \Omega ),}
sodass
{\displaystyle Tu=u|_{\partial \Omega }} falls {\displaystyle u\in C^{m}({\overline {\Omega }})}
und
{\displaystyle \|Tu\|_{W^{m-1,q}(\partial \Omega )}\leq C\|u\|_{W^{m,p}(\Omega )}} für alle {\displaystyle u\in W^{m,p}(\Omega )}
gilt. Dabei ist
{\displaystyle q=(n-1)p/(n-p)} wenn {\displaystyle p<n}
{\displaystyle q<\infty } wenn {\displaystyle p=n}
{\displaystyle q=\infty } wenn {\displaystyle p>n}
Die Konstante {\displaystyle C} hängt nur von {\displaystyle p}, {\displaystyle \Omega }, {\displaystyle m} und {\displaystyle q} ab. Der Operator {\displaystyle T} heißt Spuroperator.
Eine ähnliche Aussage lässt sich auch für Lipschitz-Gebiete beweisen:

### Spuroperator für Lipschitz-Gebiete
Sei {\displaystyle \Omega \subset \mathbb {R} ^{n}} ein beschränktes Lipschitz-Gebiet, also mit {\displaystyle C^{0,1}}-Rand. Dann existiert ein beschränkter linearer Operator
{\displaystyle T:W^{1,p}(\Omega )\to L^{q}(\partial \Omega ),}
sodass
{\displaystyle Tu=u|_{\partial \Omega }} falls {\displaystyle u\in C^{\infty }({\overline {\Omega }})}
und
{\displaystyle \|Tu\|_{L^{q}(\partial \Omega )}\leq C\|u\|_{W^{1,p}(\Omega )}} für alle {\displaystyle u\in W^{1,p}(\Omega )}
gilt. Dabei ist
{\displaystyle q=(n-1)p/(n-p)} wenn {\displaystyle p<n},
{\displaystyle q<\infty } wenn {\displaystyle p=n},
{\displaystyle q=\infty } wenn {\displaystyle p>n}.
Die Konstante {\displaystyle C} hängt ausschließlich von {\displaystyle p}, {\displaystyle \Omega } und {\displaystyle q} ab.

### Sobolev-Raum mit Nullrandbedingungen
Mit {\displaystyle W_{0}^{k,p}(\Omega )} bezeichnet man den Abschluss des Testfunktionenraums {\displaystyle C_{c}^{\infty }(\Omega )} in {\displaystyle W^{k,p}(\Omega )}. Das bedeutet {\displaystyle u\in W_{0}^{k,p}(\Omega )} gilt genau dann, wenn es eine Folge {\displaystyle (u_{m})_{m\in \mathbb {N} }\subset C_{c}^{\infty }(\Omega )} gibt mit {\displaystyle u_{m}\to u} in {\displaystyle W^{k,p}(\Omega ).}
Für {\displaystyle k=1} kann man beweisen, dass diese Menge genau die Sobolev-Funktionen mit Nullrandbedingungen sind. Hat also {\displaystyle \Omega } einen Lipschitz-Rand, dann gilt {\displaystyle u\in W_{0}^{1,p}(\Omega )} genau dann, wenn {\displaystyle u|_{\partial \Omega }=0} im Sinne von Spuren gilt.

## Einbettungssätze

### Sobolev-Zahl
Jedem Sobolev-Raum {\displaystyle W^{k,p}(\Omega )} mit {\displaystyle \Omega \subset \mathbb {R} ^{n}} ordnet man eine Zahl zu, die wichtig im Zusammenhang mit Einbettungssätzen ist. Man setzt
{\displaystyle \gamma :=k-{\frac {n}{p}}}
und nennt diese Zahl {\displaystyle \gamma } die Sobolev-Zahl.

### Einbettungssatz von Sobolev
Es gibt mehrere miteinander in Beziehung stehende Aussagen, die man mit Einbettungssatz von Sobolev, sobolevscher Einbettungssatz oder mit Lemma von Sobolev bezeichnet.
Sei {\displaystyle \Omega } eine offene und beschränkte Teilmenge von {\displaystyle \mathbb {R} ^{n}}, {\displaystyle 1\leq p<\infty }, {\displaystyle k\in \mathbb {N} _{0}} und {\displaystyle \gamma } die Sobolev-Zahl zu {\displaystyle W^{k,p}(\Omega )}. Für {\displaystyle \gamma >m} existiert eine stetige Einbettung
{\displaystyle W^{k,p}(\Omega )\hookrightarrow C^{m}(\Omega )\subset C(\Omega ),}
wobei {\displaystyle C^{m}(\Omega )} beziehungsweise {\displaystyle C(\Omega )} mit der Supremumsnorm ausgestattet sind. Mit anderen Worten hat jede Äquivalenzklasse {\displaystyle f\in W^{k,p}(\Omega )} einen Vertreter in {\displaystyle C^{m}(\Omega )}. Gilt hingegen {\displaystyle \gamma \leq 0}, so kann man {\displaystyle W^{k,p}(\Omega )} zumindest stetig in den Raum {\displaystyle L^{q}(\Omega )} für alle {\displaystyle 1\leq q<{\tfrac {np}{n-kp}}} einbetten, wobei {\displaystyle {\tfrac {np}{0}}:=\infty } gesetzt wird.
Aus dem sobolevschen Einbettungssatz lässt sich folgern, dass es für {\displaystyle (k-m)p\leq n} eine stetige Einbettung
{\displaystyle W^{k,p}(\Omega )\hookrightarrow W^{m,q}(\Omega )}
für alle {\displaystyle 1\leq q\leq {\tfrac {np}{n-(k-m)p}}} gibt.

### Einbettungssatz von Rellich
Sei {\displaystyle \Omega \subset \mathbb {R} ^{n}} offen und beschränkt und {\displaystyle 1\leq p<\infty }. Dann ist die Einbettung
{\displaystyle \operatorname {Id} \colon W_{0}^{k,p}(\Omega )\hookrightarrow W_{0}^{k-1,p}(\Omega )}
ein linearer kompakter Operator. Dabei bezeichnet {\displaystyle \operatorname {Id} } die identische Abbildung.

### Sobolevsche Einbettungssätze im Rd
Sei {\displaystyle d\geqslant 1} fortan eine fest vorgegebene Raumdimension, dann ist die Einbettung
| {\displaystyle W^{1,p}(\mathbb {R} ^{d})\subseteq L^{q}(\mathbb {R} ^{d})} |  | (1) |
| {\displaystyle W^{1,p}(\mathbb {R} ^{d})\subseteq L^{q}(\mathbb {R} ^{d})} |  | (1) |

stetig, sofern die Bedingungen
{\displaystyle 1\leqslant p\leqslant q\leqslant \infty ,\quad {\frac {d}{p}}-1\leqslant {\frac {d}{q}},\quad {\text{und}}\quad (p,q)\notin \left\{\left(d,\infty \right),\left(1,{\frac {d}{d-1}}\right)\right\}}
erfüllt sind, d. h., es gibt eine Konstante {\displaystyle C=C(d,p,q)>0}, so dass die folgende Abschätzung gilt
| {\displaystyle \left\\|u\right\\|_{L^{q}(\mathbb {R} ^{d})}\leqslant C\left\\|u\right\\|_{W^{1,p}(\mathbb {R} ^{d})}\quad \forall \,u\in W^{1,p}(\mathbb {R} ^{d}).} |  | (2) |
| {\displaystyle \left\\|u\right\\|_{L^{q}(\mathbb {R} ^{d})}\leqslant C\left\\|u\right\\|_{W^{1,p}(\mathbb {R} ^{d})}\quad \forall \,u\in W^{1,p}(\mathbb {R} ^{d}).} |  | (2) |

Dieses Resultat folgt aus der Hardy-Littlewood-Sobolev-Ungleichung für gebrochene Integrationen. Hierbei sind die Endpunktfälle {\displaystyle (p,q)\in \left\{\left(d,\infty \right),\left(1,{\frac {d}{d-1}}\right)\right\}} gesondert zu untersuchen.
Im ersten Endpunktfall {\displaystyle (p,q)=\left(1,{\frac {d}{d-1}}\right)} ist die Einbettung
| {\displaystyle W^{1,1}(\mathbb {R} ^{d})\subseteq L^{\frac {d}{d-1}}(\mathbb {R} ^{d})} |  | (3) |
| {\displaystyle W^{1,1}(\mathbb {R} ^{d})\subseteq L^{\frac {d}{d-1}}(\mathbb {R} ^{d})} |  | (3) |

ebenfalls stetig, wobei wir {\displaystyle {\frac {1}{0}}:=\infty } im Fall {\displaystyle d=1} setzen. Daher gibt es erneut eine Konstante {\displaystyle C=C(d)>0}, so dass die folgende Abschätzung gilt
| {\displaystyle \left\\|u\right\\|_{L^{\frac {d}{d-1}}(\mathbb {R} ^{d})}\leqslant C\left\\|u\right\\|_{W^{1,1}(\mathbb {R} ^{d})}\quad \forall \,u\in W^{1,1}(\mathbb {R} ^{d}).} |  | (4) |
| {\displaystyle \left\\|u\right\\|_{L^{\frac {d}{d-1}}(\mathbb {R} ^{d})}\leqslant C\left\\|u\right\\|_{W^{1,1}(\mathbb {R} ^{d})}\quad \forall \,u\in W^{1,1}(\mathbb {R} ^{d}).} |  | (4) |

Dieses Resultat folgt aus der Loomis-Whitney-Ungleichung, die auf Gagliardo und Nirenberg zurückgeht.
Im zweiten Endpunktfall {\displaystyle (p,q)=(d,\infty )} ist die Einbettung
| {\displaystyle W^{1,d}(\mathbb {R} ^{d})\subseteq L^{\infty }(\mathbb {R} ^{d})} |  | (5) |
| {\displaystyle W^{1,d}(\mathbb {R} ^{d})\subseteq L^{\infty }(\mathbb {R} ^{d})} |  | (5) |

nur für {\displaystyle d=1} erfüllt und stetig. Dies folgt beispielsweise aus dem Fundamentalsatz der Analysis. Für {\displaystyle d\geqslant 2} ist die Einbettung (5) grundsätzlich falsch und somit nicht erfüllt. Als Gegenbeispiel hierfür betrachte man die Funktion {\displaystyle f(x)=\sum _{n=1}^{N}\phi \left(2^{n}x\right)} für {\displaystyle N\in \mathbb {N} }, {\displaystyle \phi \in C_{0}^{\infty }(\mathbb {R} ^{d})} und {\displaystyle \mathrm {supp} \,\phi \subseteq \{x\in \mathbb {R} ^{d}\mid 1\leqslant |x|\leqslant 2\}}. Insgesamt gibt es daher in Bezug auf (5) nur für {\displaystyle d=1} eine Konstante {\displaystyle C>0}, so dass die folgende Abschätzung gilt
| {\displaystyle \left\\|u\right\\|_{L^{\infty }(\mathbb {R} )}\leqslant C\left\\|u\right\\|_{W^{1,1}(\mathbb {R} )}\quad \forall \,u\in W^{1,1}(\mathbb {R} ).} |  | (6) |
| {\displaystyle \left\\|u\right\\|_{L^{\infty }(\mathbb {R} )}\leqslant C\left\\|u\right\\|_{W^{1,1}(\mathbb {R} )}\quad \forall \,u\in W^{1,1}(\mathbb {R} ).} |  | (6) |

Die Einbettungen (3) und (5) werden Sobolevsche-Endpunkt-Einbettungen und die Abschätzungen (4) und (6) Sobolevsche-Endpunkt-Ungleichungen genannt.
Allgemeiner erhalten wir sogar, dass die Einbettung
| {\displaystyle W^{k,p}(\mathbb {R} ^{d})\subseteq W^{l,q}(\mathbb {R} ^{d})} |  | (7) |
| {\displaystyle W^{k,p}(\mathbb {R} ^{d})\subseteq W^{l,q}(\mathbb {R} ^{d})} |  | (7) |

stetig ist, sofern einer der folgenden Fälle erfüllt ist
{\displaystyle {\text{(i)}}\;0\leqslant l\leqslant k,\quad 1<p<q\leqslant \infty ,\quad {\frac {d}{p}}-k<{\frac {d}{q}}-l,}
{\displaystyle {\text{(ii)}}\;0\leqslant l\leqslant k,\quad 1<p\leqslant q<\infty ,\quad {\frac {d}{p}}-k\leqslant {\frac {d}{q}}-l,}
d. h., es gibt wieder eine Konstante {\displaystyle C=C(d,p,q,k,l)>0}, so dass die folgende Abschätzung gilt
| {\displaystyle \left\\|u\right\\|_{W^{l,q}(\mathbb {R} ^{d})}\leqslant C\left\\|u\right\\|_{W^{k,p}(\mathbb {R} ^{d})}\quad \forall \,u\in W^{k,p}(\mathbb {R} ^{d}).} |  | (8) |
| {\displaystyle \left\\|u\right\\|_{W^{l,q}(\mathbb {R} ^{d})}\leqslant C\left\\|u\right\\|_{W^{k,p}(\mathbb {R} ^{d})}\quad \forall \,u\in W^{k,p}(\mathbb {R} ^{d}).} |  | (8) |

Dieses Resultat lässt sich unter Verwendung von (1) durch vollständige Induktion zeigen. Die Einbettung (7) wird Sobolevsche-Einbettung und die Abschätzung (8) Sobolevsche-Ungleichung genannt. Beachte, dass die Einbettung im Falle {\displaystyle q<p} grundsätzlich nicht erfüllt ist. Die Bedingungen (i) und (ii) zeigen sehr schön, inwiefern die zugehörigen Sobolev-Zahlen {\displaystyle {\frac {d}{p}}-k} und {\displaystyle {\frac {d}{q}}-l} miteinander in Beziehung stehen.
Man beachte, dass diese Version des Sobolevschen Einbettungssatzes im Vergleich zu der obigen Version ohne die zusätzliche und sehr einschränkende Bedingung {\displaystyle (k-l)p\leqslant d} auskommt. Die Beweise dieser Aussagen können in terrytao.wordpress.com (Thm. 3, Ex. 20, Lem. 4, Ex. 24 und Ex. 25) nachgelesen werden und lassen sich aus den Standardquellen (unter diesen schwachen Voraussetzungen) leider nicht direkt gewinnen.
Darüber hinaus gilt das folgende Einbettungsresultat:
Die Einbettung
| {\displaystyle W^{d,1}(\mathbb {R} ^{d})\subseteq C_{\mathrm {b} }(\mathbb {R} ^{d})} |  | (9) |
| {\displaystyle W^{d,1}(\mathbb {R} ^{d})\subseteq C_{\mathrm {b} }(\mathbb {R} ^{d})} |  | (9) |

ist für alle {\displaystyle d\geqslant 1} stetig, d. h., es gibt eine Konstante {\displaystyle C=C(d)>0}, so dass die folgende Abschätzung gilt
| {\displaystyle \left\\|u\right\\|_{\infty }\leqslant C\left\\|u\right\\|_{W^{d,1}(\mathbb {R} ^{d})}\quad \forall \,u\in W^{d,1}(\mathbb {R} ^{d}).} |  | (10) |
| {\displaystyle \left\\|u\right\\|_{\infty }\leqslant C\left\\|u\right\\|_{W^{d,1}(\mathbb {R} ^{d})}\quad \forall \,u\in W^{d,1}(\mathbb {R} ^{d}).} |  | (10) |

Hierbei bezeichnet {\displaystyle C_{\mathrm {b} }(\mathbb {R} ^{d})} die Menge der auf dem {\displaystyle \mathbb {R} ^{d}} stetigen und beschränkten Funktionen und {\displaystyle \left\|\cdot \right\|_{\infty }} die Supremumsnorm auf dem {\displaystyle \mathbb {R} ^{d}}.

## Sobolev-Raum reellwertiger Ordnung

### Definition
Oft werden auch Sobolev-Räume mit reellen Exponenten {\displaystyle s} benutzt. Diese sind im Ganzraumfall
über die Fourier-Transformierte der beteiligten Funktion definiert. Die Fourier-Transformation wird hier mit {\displaystyle {\mathcal {F}}} bezeichnet.
Für {\displaystyle s\in \mathbb {R} ,s\geq 0} ist eine Funktion {\displaystyle f\in L^{2}(\mathbb {R} ^{n})} ein Element von {\displaystyle H^{s}(\mathbb {R} ^{n})}, falls
{\displaystyle \zeta \mapsto (1+|\zeta |^{2})^{\frac {s}{2}}\cdot {\mathcal {F}}(f)(\zeta )\in L^{2}(\mathbb {R} ^{n})}
gilt. Auf Grund der Identität {\displaystyle {\mathcal {F}}(\partial ^{\alpha }f)=(i\zeta )^{\alpha }{\mathcal {F}}(f)} sind dies für {\displaystyle s\in \mathbb {N} } dieselben Räume, welche schon im ersten Abschnitt definiert wurden. Mit
{\displaystyle (f,g)_{H^{s}(\mathbb {R} ^{n})}:=\int _{\mathbb {R} ^{n}}(1+|k|^{2})^{s}({\mathcal {F}}(f))(k)\cdot {\overline {({\mathcal {F}}(g))(k)}}dk}
wird {\displaystyle H^{s}(\mathbb {R} ^{n})} zu einem Hilbertraum.
Die Norm ist gegeben durch
{\displaystyle \|f\|_{H^{s}(\mathbb {R} ^{n})}:=\|(1+|\cdot |^{2})^{\frac {s}{2}}\cdot {\mathcal {F}}(f)\|_{L^{2}(\mathbb {R} ^{n})}}.
Für ein glatt berandetes, beschränktes Gebiet {\displaystyle \Omega \subset \mathbb {R} ^{n}} wird der Raum {\displaystyle H^{s}(\Omega )\subset L^{2}(\Omega )} definiert als die Menge
aller {\displaystyle f\in L^{2}(\Omega )}, die sich zu einer (auf {\displaystyle \mathbb {R} ^{n}} definierten) Funktion in {\displaystyle H^{s}(\mathbb {R} ^{n})} fortsetzen lassen.
Für {\displaystyle s<0} kann man ebenfalls Sobolev-Räume definieren. Dazu muss jedoch auf die Theorie der Distributionen zurückgegriffen werden. Sei {\displaystyle {\mathcal {S}}'(\mathbb {R} ^{n})} der Raum der temperierten Distributionen, dann ist {\displaystyle H^{s}(\mathbb {R} ^{n})} für alle {\displaystyle s\in \mathbb {R} } durch
{\displaystyle H^{s}(\mathbb {R} ^{n}):=\left\{f\in {\mathcal {S}}'(\mathbb {R} ^{n}):(1+|\zeta |^{2})^{\frac {s}{2}}\cdot {\mathcal {F}}(f)(\zeta )\in L^{2}(\mathbb {R} ^{n})\right\}}
definiert.

### Dual- und Hilbertraum
Betrachtet man den Banachraum {\displaystyle H^{s}} mit dem {\displaystyle L^{2}}-Skalarprodukt {\displaystyle \textstyle (u,v):=\int u(x){\overline {v(x)}}\mathrm {d} x}, so ist {\displaystyle H^{-s}} sein Dualraum. Jedoch kann man den Raum {\displaystyle H^{s}} mit Hilfe des Skalarproduktes
{\displaystyle (u,v)_{H^{s}}={\frac {1}{(2\pi )^{n}}}\int {\mathcal {F}}(u)(\xi ){\mathcal {F}}(v)(\xi )(1+|\xi |^{2})^{s}\mathrm {d} \xi }
als einen Hilbertraum verstehen. Da Hilberträume zu sich selbst dual sind, ist nun {\displaystyle H^{s}} zu {\displaystyle H^{s}} und zu {\displaystyle H^{-s}} (bezüglich unterschiedlicher Produkte) dual. Man kann {\displaystyle H^{s}} und {\displaystyle H^{-s}} mit Hilfe des isometrischen Isomorphismus
{\displaystyle {\begin{aligned}v\mapsto &{\mathcal {F}}^{-1}\left((1+|\xi |^{2})^{s}{\mathcal {F}}(v)(\xi )\right)(x)\\=&{\mathcal {F}}^{-1}{\mathcal {F}}((1+|D|^{2})^{s}v(\xi ))(x)\\=&(1+|D|^{2})^{s}v(x)\end{aligned}}}
identifizieren. Auf analoge Weise lassen sich auch die Räume {\displaystyle H^{s}} und {\displaystyle H^{s-l}} durch den isometrischen Isomorphismus
{\displaystyle v\mapsto (1+|D|^{2})^{\frac {l}{2}}v}
miteinander identifizieren.

## Anwendungen
Sobolev-Räume werden in der Theorie der partiellen Differentialgleichungen verwendet. Die Lösungen der schwachen Formulierung einer partiellen Differentialgleichung liegen typischerweise in einem Sobolev-Raum.
Die Theorie der partiellen Differentialgleichungen liefert damit auch numerische Lösungsverfahren. Die Finite-Elemente-Methode basiert auf der schwachen Formulierung der partiellen Differentialgleichungen und somit auf Sobolev-Raum-Theorie.
Sobolev-Räume spielen auch in der optimalen Steuerung partieller Differentialgleichungen eine Rolle.